# Resolució 2326 del Consell de Seguretat de les Nacions Unides
La Resolució 2326 del Consell de Seguretat de les Nacions Unides fou adoptada per unanimitat el 15 de desembre de 2016. El Consell va ampliar el mandat de la Missió de les Nacions Unides al Sudan del Sud (UNMISS) un sol dia, encara que l'endemà es va allargar un any i es va reforçar en 4.000 efectius.

## Context
El representant rus va expressar la seva sorpresa a l'extensió d'un sol dia, ja que els autors de la resolució havien tingut temps suficient. Sap la forma en què es van formular resolucions i esperava que considerés una iniciativa del seu país per canviar això.
Els cinc membres permanents del Consell de Seguretat solen decidir entre els qui escriuen les resolucions sobre un tema concret. A la pràctica, sol ser el Regne Unit, França i, en menor mesura, els Estats Units, depenent de qui tingui interessos.

## Contingut
El Consell de Seguretat va prorrogar el mandat de la UNMISS fins al 16 de desembre de 2016 mantenint la força de protecció regional establerta per la resolució 2304.